# 吴澜
吴澜，男，中共政治人物、中共黨員，2025年起任寧夏回族自治區公安廳廳長兼自治区政法委副書記

## 生平

### 辽宁省任職
歷任辽宁省大连市委常委、庄河市委书记。

### 寧夏自治區任職
寧夏公安廳廳長兼自治区政法委副書記等。